# Oroszország földrajza
Oroszország földrajza a világ legnagyobb területű országa természeti és társadalmi jellegű térbeli rendszereinek leírása. Az ország Eurázsia északi részén terül el, annak mintegy egyharmadát, az egész Föld szárazföldi területeinek kilencedét alkotja. Területének körülbelül 24%-a van Európában, 76%-a Ázsiában, és 11 időzónán ível át.
Oroszország méretei miatt felszínére, éghajlatára, élővilágára egyaránt egyszerre jellemző a változatosság és a monotónia. Nagy kiterjedése folytán a Föld felszíni formáinak túlnyomó része (egy nagy kivétel a trópusi esőerdő) előfordul a területén, a sarki örök jégtakarótól a szubtrópusi tájakig vagy a sivatagokig, az 5000 méteres hegyektől a tengerszín alatti mélyföldig, ezért változatosnak is tekinthető. Ezen belül azonban az egyes tájtípusok sokszor több ezer kilométeren át húzódnak szinte változatlan egyhangúságban.
A növényzeti övek északról délre haladva az ország európai részén, a Kelet-európai-síkvidéken északon a tundra, délebbre a tűlevelű erdők zónája, a tajga, ettől délre következik a vegyes erdők zónája, majd a füves sztyepp, végül a Kaszpi-tenger környéki félsivatagok. Az Urálon túl, az ország ázsiai részén, Szibériában az övezetek hasonlóan váltják egymást, de itt a legkiterjedtebb a tajga vidéke.
Oroszországban az UNESCO negyven bioszféra rezervátumot tart nyilván.

## Elhelyezkedése, határai
Oroszország a Föld északi félgömbjén, Eurázsia északi részén fekszik. Területének nagy része közelebb van az Északi-sarkhoz mint az Egyenlítőhöz. Az ország európai része volt az orosz nép kialakulásának, etnogenezisének színtere, és a 21. században is itt él a lakosság nagyobb része, itt van az ország gazdasági súlypontja. Az Orosz Birodalom legnagyobb kiterjedése – ami hozzávetőlegesen megegyezett a későbbi Szovjetunió területével – 22 millió négyzetkilométer volt, szemben a mai Oroszországi Föderáció 17 millió négyzetkilométerével.
Az ország kelet-nyugati kiterjedése a Kalinyingrádi területtől a Bering-szorosig mintegy 6800 kilométer, az észak-déli legnagyobb távolság a Ferenc József-földtől Dagesztánig a Kaszpi-tenger partján körülbelül 4500 kilométer.
Az ország határainak teljes hossza 57 792 kilométer, ebből 20 139 kilométer a szárazföldi határ. Szomszédos országai nyugatról keletre Norvégia, Finnország, Észtország, Lettország, Litvánia, Lengyelország (a Kalinyingrádi területnél), Belarusz, Ukrajna, Grúzia, Azerbajdzsán, Kazahsztán, Mongólia, Kína és Észak-Korea.
Tengeri határai túlnyomórészt az Jeges-tengeren és a Csendes-óceánon húzódnak, és helyenként az Amerikai Egyesült Államok illetve Japán tengeri határaival érintkeznek.

## Közigazgatási beosztás
Az Oroszországi Föderáció 85 egyenjogú, de különböző típusú közigazgatási egységből áll, amelyeket a föderáció „alanyainak” vagy „szubjektumainak” neveznek. Ezek közül a szubjektumok közül 46 a típusa szerint „terület” (область); 22 köztársaság (республика); 9 határterület (край); 4 autonóm körzet (автономный округ);  3 szövetségi jelentőségű város (город федерального значения) és 1 autonóm terület (автономная область).

## Geológiai felépítés
A lemeztektonika tudományának megállapításai szerint a Kelet-európai és a Szibériai-lemez, amelyek a mai Eurázsia északi területeinek nagy részét alkotják, több mint 1,7 milliárd évesek. Ez a két lemez körülbelül 500 millió évvel ezelőtt, a kambriumban találkozott, nagyjából a mai Jenyiszej folyó vonalában. Az Urál-hegység később, 220–280 millió évvel ezelőtt, azaz a triász vagy a perm időszakban emelkedett fel.
A Kola-félsziget és Karélia a Balti-pajzs területén található, a legrégebbi kőzetek itt körülbelül 2 milliárd évesek. A szibériai lemez a Jenyiszej és a Léna között helyezkedik el, a Közép-szibériai-fennsíkon jut a felszínre. Szibéria északi részén az Anabar-pajzs, délkeleten az Aldan-pajzs található, az itteni kőzetek egy része akár 3 milliárd éves is lehet; itt találhatók a leghíresebb arany- és gyémántlelőhelyek.
Az Uráltól keletre a Nyugat-szibériai-alföld anyaga tengeri üledékekből épült fel a jura és a kréta korszakban, amikor e területen trópusi éghajlat uralkodott, gazdag volt a növényzet és dinoszauruszok éltek. Az ebből a korszakból származó üledékekben keletkeztek a területen a világ legnagyobbjai közé tartozó kőolaj-és földgázlelőhelyek.

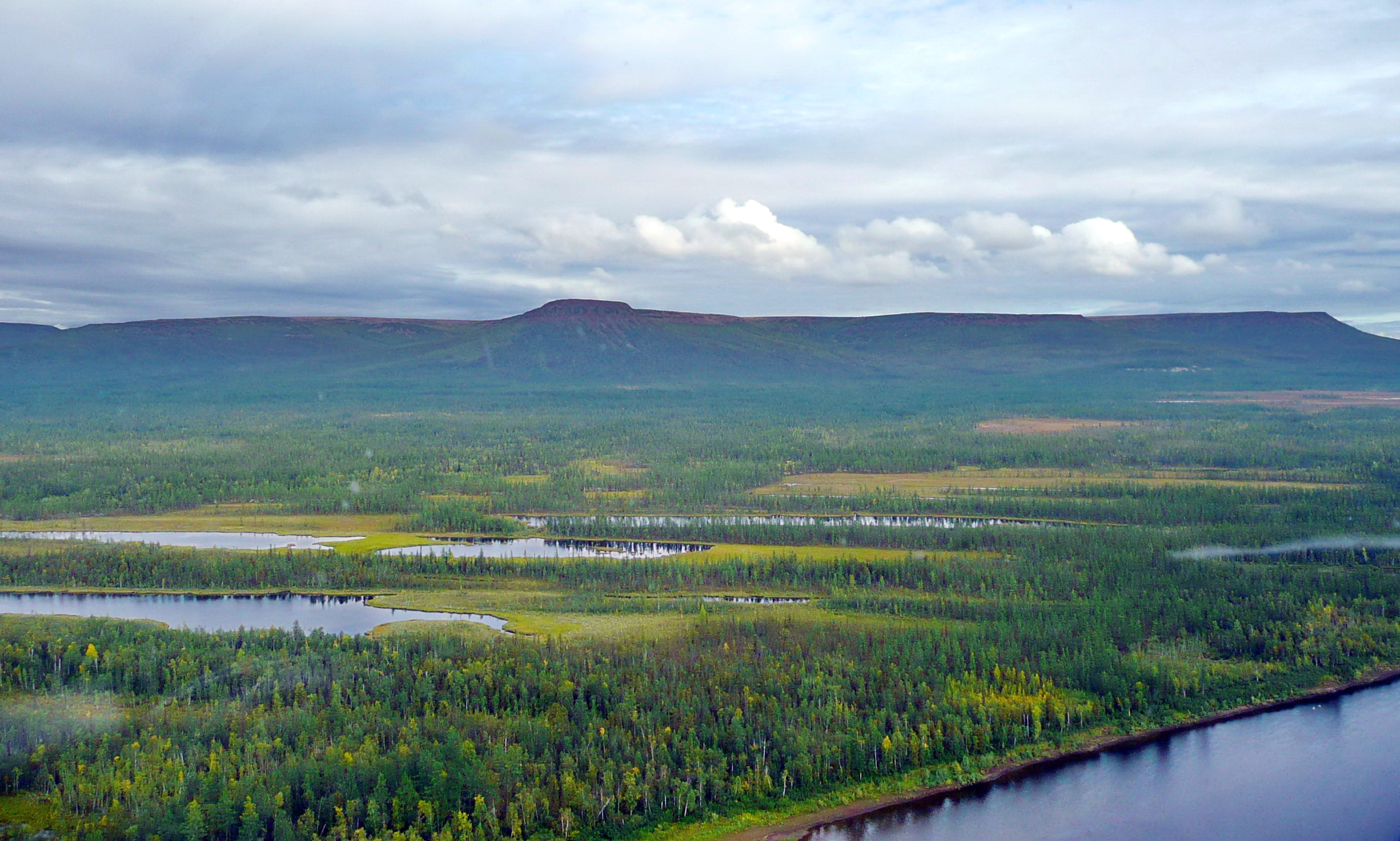
Tipikus táj a Putorana-fennsíkon

Az Altaj, valamint a Szajánok hegylánca a középső paleozoikumból származik, mintegy 450 millió évvel ezelőtt keletkeztek, a Szihote-Aliny és az orosz Távol-Kelet más hegységei valamivel fiatalabbak, körülbelül 225 millió évesek. A Kaukázus és a közép-ázsiai Pamír és Tien-san az Eurázsiai-hegységrendszerhez tartoznak, nagyon fiatalok és csak mintegy 10-15 millió évvel ezelőtt alakultak ki.
A 2,4 millió évvel ezelőtt kezdődött, és csak 10 000 éve véget ért jégkorszakok nagy hatást gyakoroltak Észak-Eurázsia jelenlegi felszínének kialakulására. Észak-Amerikával ellentétben a jégsapka nem az egész területet fedte le, hanem csak a skandináv régiót és az onnan a Fehér-tengeren át az Urálig és a Putorana-fennsíkig terjedő területet. Ettől keletre a csekély csapadék és az alacsony páratartalom miatt gyakorlatilag nem volt jégtakaró. A jégkorszakok idején a nagy mennyiségű jéggel megkötött víz miatt a tengerszint lecsökkent,  Eurázsia a kanadai északi-sarkvidéki szigetekhez hasonlóan, a Bering-szoros helyén kialakult földhídon keresztül csatlakozott Észak-Amerikához, Szahalinon keresztül pedig Japánhoz. A jégkorszak számos nyomot hagyott hátra, mint például a Valdaj-hátság, a karéliai tavak, az Onyega-tó, a Ladoga-tó. A gleccserek által hátrahagyott finom porból a szél közreműködésével alakult ki az éghajlat változásával Oroszország európai déli részén a termékeny sztyeppei talaj, a csernozjom.

## Domborzat
Oroszország területét domborzatilag két alapvető részre osztja fel a modern orosz földrajztudomány, a keleti és nyugati részre, melyek között a határt a Jenyiszej folyó medencéjében húzzák meg.  A nyugati rész túlnyomórészt síkság vagy alacsony dombvidék, a keletiben viszont a hegyek dominálnak, bár itt is előfordulnak jelentős sík területek. Ettől a kettős felosztástól továbblépve, az ország domborzatát hat nagy tájegységre bontják: északnyugaton Fennoskandia nyúlik be Oroszország területére, az ország nyugati részének legnagyobb tájegysége a Kelet-európai-síkvidék, majd az Urál hegység következik, ettől keletre terül el a Nyugat-szibériai-alföld, amit a Közép-szibériai-fennsík követ. A hatodik egységnek az ország keleti és déli részén, nagy megszakításokkal húzódó hegyvidékeket tekintik.

### Fennoskandia
A Balti-ősföld vagy Fennoskandia Oroszország északnyugati sarkába nyúló része tulajdonképpen egybeesik a Kola-félszigettel és Karéliával, a finn-orosz határ és a Fehér-tenger között. Az ős- és előidőben kristályos kőzetekből kialakult terület az ó- és középidőben, valamint az újidő harmadidőszakában folyamatosan szárazföld volt, felszíne lepusztult, különösen az utolsó jégkorszakban, amikor az eljegesedés központja volt. A legnagyobb tengerszint feletti magasság 1190 méter, de a terület túlnyomórészt 200 méter alatt fekszik, alacsony hegyek váltakoznak a mocsaras dombvidékkel. A Finn-tóvidék Karéliában is folytatódik. A Kola-félsziget ásványi anyagokban gazdag.

### Kelet-európai-síkvidék

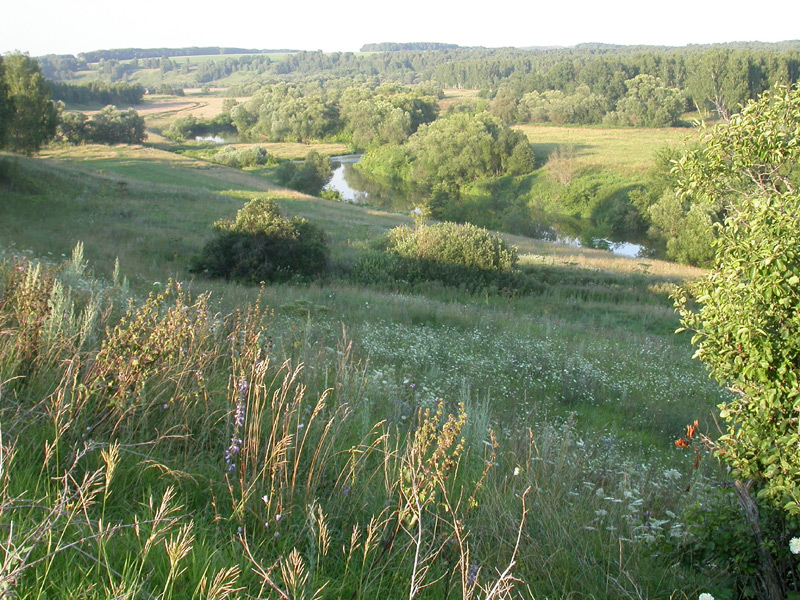
Közép-orosz-hátság. Az Oszjotr folyó völgye

Oroszország európai területének legnagyobb része a Kelet-európai-síkvidékhez tartozik, és viszont, e síkvidék túlnyomó része Oroszországban található. A síkság oroszországi része a kelet-nyugati irányban a lengyel határtól az Urálig 1600 km, észak-déli irányban a Jeges-tengertől a Kaukázusig 2400 km hosszan húzódik. A kainozoikum földtörténeti idejében, mintegy 65 millió éve ezen a területen nem történtek jelentősebb geológiai változások. A síkvidék legnagyobb része a 200 méteres tengerszint feletti magasság alatt fekszik, legmagasabb pontja 343 méterrel a Valdaj-hátságon található. Ennek ellenére e felszín meglehetősen összetett. Moszkva szélességi körétől északra a jégkorszaki keletkezésű formák az uralkodók, többek között a morénahalmok, mint a Valdaj-hátság és a Szmolenszk-moszkvai-hátság, amik között a gleccserek által legyalult mélyedések, sík területek találhatók, tavakkal, mocsarakkal.
Moszkva szélességétől délre általában kelet-nyugati csapásirányú hátságok váltakoznak sík területekkel. Nyugatra található a Közép-orosz-hátság (legmagasabb pontja 293 m), ami elválasztja egymástól a Dnyeper, az Oka és a Don felső folyásait. A kisebb folyók völgyei élesen kirajzolódnak; a nagyobbak ártere széles. Helyenként karakteresen mutatkozik meg a szél felszín-formáló hatása, megjelennek a dűnék is.
Keletebbre terül el a Volga-menti-hátság (legmagasabb pontja 329 méter), ami meredeken szakad le a Volga völgyébe. A Volga alsó szakasza a Kaszpi-mélyföld területén halad, aminek egyes részei 90 méter mélyen vannak a tenger szintje alatt. A Kelet-európai-síkvidék a Kaukázus nyúlványaiig ér. A Kaukázus előterében található részeit, a Kubáni-alföldet és a Kumi-mélyföldet Sztavropoli-hátság választja el egymástól, amelynek egyes részei már elérik 300–600 méteres magasságot is.

### Urál

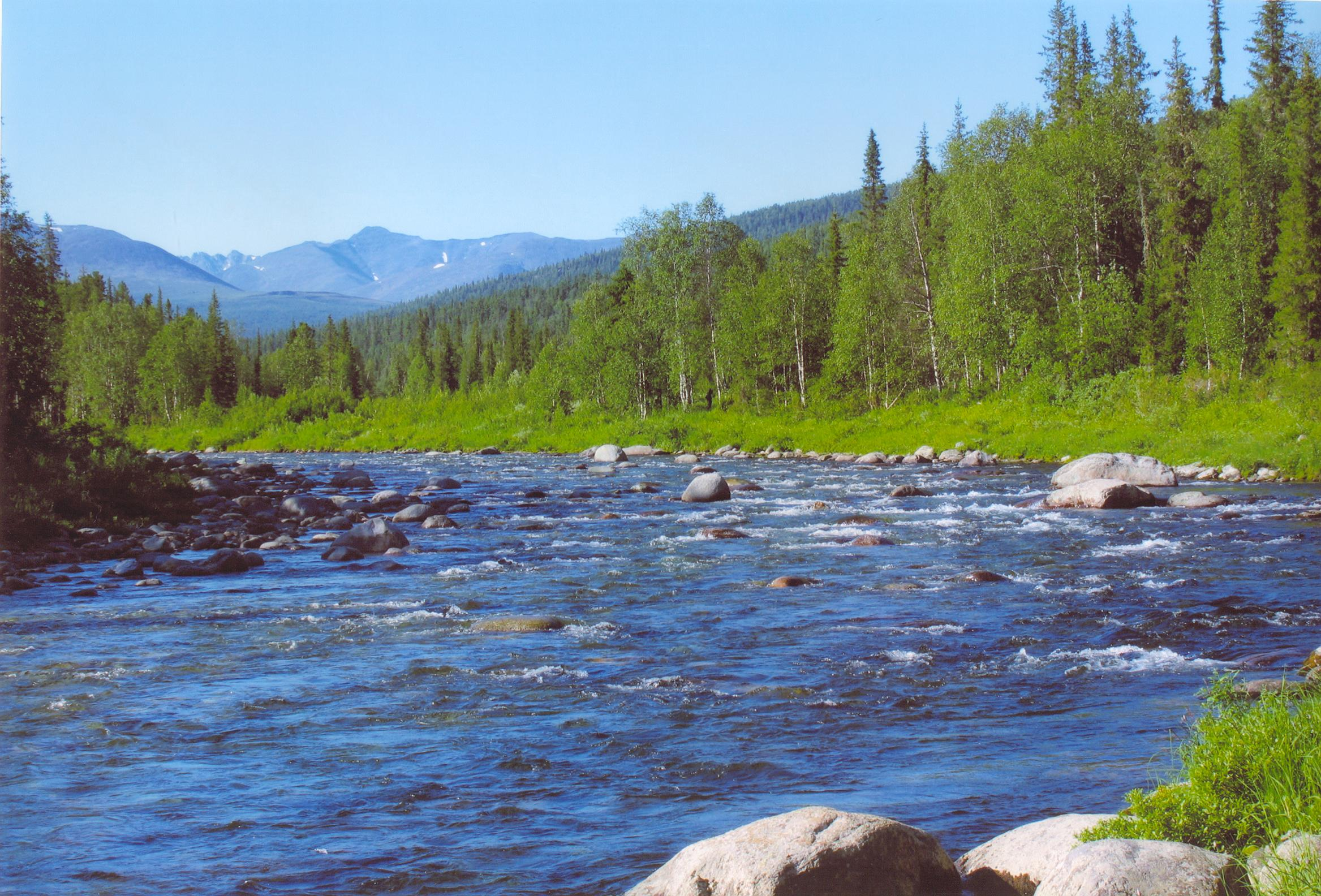
A Ljapin folyó Szaranpaul település mellett az Urálban

A kelet-európai-síkvidék keleti határán, az Urál előterében 350—460 méteres magaslatokból álló láncolat fekszik. Az Urál maga 2100 km hosszan húzódik a Jeges-tengertől Kazahsztánig. A földrajztudósok megállapodása szerint ez a hegylánc tekinthető Európa és Ázsia határának, de ennek a konvenciónak nincs különösebb természeti alapja. Legmagasabb csúcsa a Narodnaja 1895 méterrel, de a hegység egészében véve nem képez jelentős akadályt, nagyrészt 900-1500 méter maximális magasságú párhuzamos, de sok helyen megszakított láncokból áll. Széles és alacsony hágóin, különösen Perm és Jekatyerinburg között kényelmesen haladnak át az autóutak és vasúti fővonalak.

### Nyugat-szibériai-alföld
Az Uráltól keletre terül el a Nyugat-szibériai-alföld, ami 2,6 millió négyzetkilométeres területével a világnak legalábbis az egyik legnagyobb, legegységesebb síkvidéke. Kiterjedése kelet-nyugati irányban, az Uráltól a Jenyiszejig 1900 km, észak-déli irányban, a Jeges-tengertől az Altájig 2400 km. Túlnyomó része 100 méternél alacsonyabban fekszik a tengerszint felett, csak a legdélebbi részein emelkedik 200 méter fölé. Legjellemzőbb felszíni formái a hatalmas árterületek és mocsarak. A terület északi része jégkorszaki gleccserek és tengeri transzgresszió hatása alatt formálódott. Északnyugaton az Északi-Urál, északkeleten a Putorana-fennsík felől érkeztek gleccserek a területre. A nagy folyók völgyeiben teraszok alakultak ki. A Jamal és a Gidan-félszigeten szélfútta dűnék jöttek létre. A Nyugat-szibériai alföld gyér lakossága az 55. szélességi körtől délre, és egyúttal viszonylag magasabban fekvő, szárazabb területeken telepedett le.

### Közép-szibériai-fennsík

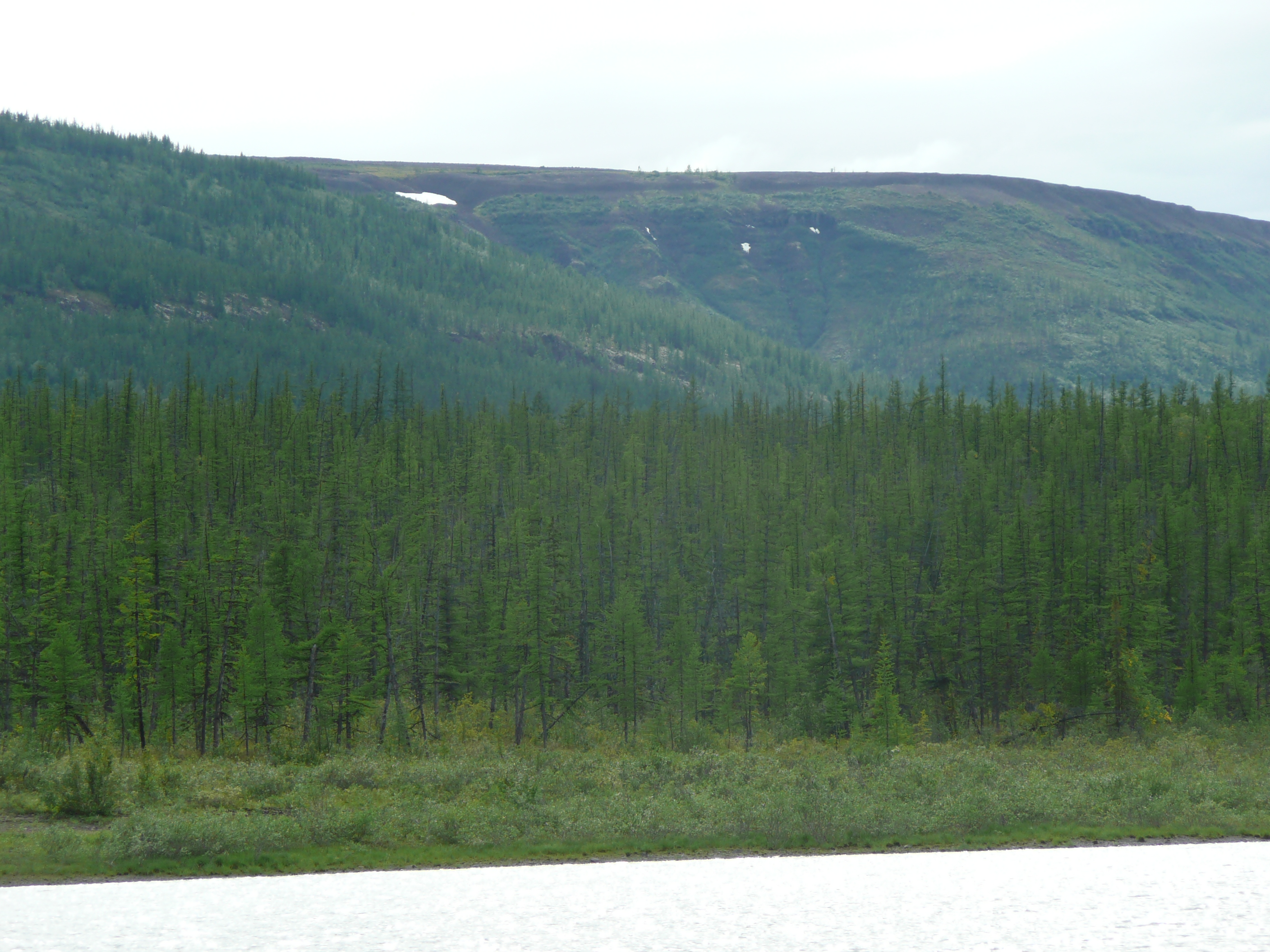
Kilátás az Alsó-Tunguszka folyótól a Putorana-fennsíkra

A Jenyiszej és a Léna folyók között fekvő Közép-szibériai-fennsík 320—740 méter magas, erősen szétdarabolódott platókból tevődik össze. A legmagasabb közülük a Putorana-fennsík, 1700 méteres maximummal. A kiemelkedő platókat folyó- és U alakú gleccservölgyek választják el egymástól. A táj legnagyobb hegyvonulatai a Jenyiszej- (1104 méter) és az Angara-hegyvonulat.
A Közép-szibériai-fennsík délen Keleti-Szaján hegységhez, valamint a Bajkál-hegységhez csatlakozik. Északon a területet az Észak-szibériai-alföld határolja, majd még északabbra a Birranga-hegyvidék (1146 méter) található a  Tajmir-félszigeten. Keletre az alacsonyabb Léna-felföld fekszik. A folyóvölgyekben lekopott teraszok, karszt jellegű és gleccserek által létrehozott felszíni formák találhatók.

### Oroszország déli és keleti hegyvidékei
Ezen a földrajzi egységen belül az európai Oroszország legfontosabb hegyvidéke a Kaukázus az ország déli határán, ami egyben a természetföldrajzi konvenció szerint Európa és Ázsia határát is képezi. Az 1100 km hosszú. északnyugat-délkelet csapásirányú gyűrt hegység láncai az Eurázsiai-hegységrendszer részét képezik, és nagyjából a Himalájával egy időben emelkedtek fel. Legmagasabb csúcsa, az Elbrusz egy sztratovulkán, és nem csak Oroszország, hanem Európa legmagasabb csúcsa is. A hegység további kilenc legmagasabb csúcsánál sincs magasabb máshol Európában.
Szibéria legmagasabb hegységrendszere az Altaj röghegysége, Beluha nevű legnagyobb, 4506 méteres csúcsával. Ettől keletre húzódnak a Szajánok láncai Oroszország és Mongólia határvidékén.
A Bajkál-tó körüli hegységek – a Bajkál-hegység (2588 méter), a Barguzin-hegység (2841 méter) és a Kodar-hegység – ugyanannak a geológiai törésnek a termékei, mint ami magának a Bajkál-tónak a mélyedését (1637 méter a legmélyebb pontján) létrehozta. A közeli hegyek csúcsa és a Bajkál-tó feneke közötti szintkülönbség tehát meghaladja a 4500 métert.

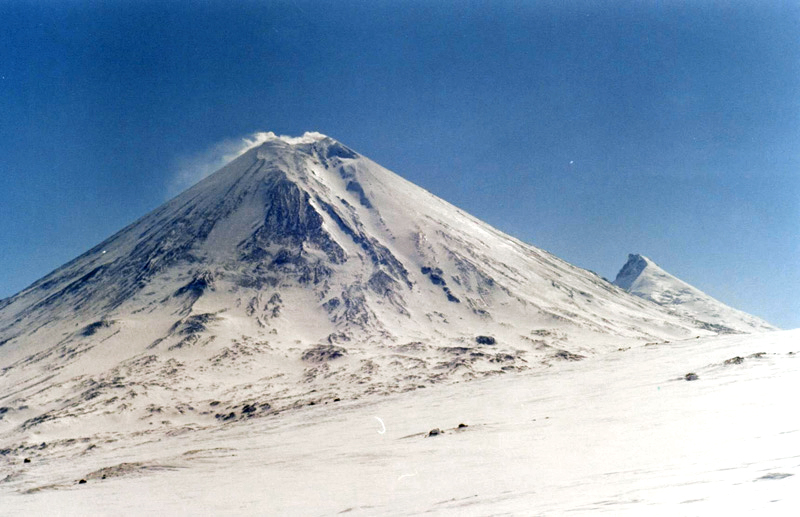
Kamcsatka legmagasabb csúcsa, a Kljucsevszkaja Szopka, működő vulkán

A Bajkálontúl vidékétől keleti irányban a Csendes-óceán partjáig húzódik a Sztanovoj-hegylánc, ami a Léna és az Amur vízgyűjtő területe,, azaz a Jeges-tenger és a Csendes-óceán közötti vízválasztó is egyben. A Sztanovoj északkelet felé az Ohotszki-tenger mentén Dzsugdzsur-hegységben, majd a Csukcs-félszigeten Kolima-hegyvidékben folytatódik; vissza a szárazföld belseje felé, északnyugatra pedig a Verhojanszki-hegylánc húzódik. A Bering-tenger partján a Korják-hegység emelkedik, ami már szerkezetileg a Kamcsatka-félsziget Központi-hegyláncával együtt a Csendes-óceáni tűzgyűrűhöz tartozik. Kamcsatkán 29 működő vulkán van, köztük a legmagasabb hegycsúcs, a Kljucsevszkaja Szopka (4750 méter). A kamcsatkai vulkánok lánca délnyugati irányban a Kuril-szigetek kettős ívén folytatódik Japán felé.
Az orosz Távol-Kelet déli részén még számos további hegylánc található, amelyek közül a legjelentősebb a  Szihote-Aliny (2090 méter) az Amur és az Usszuri alföldje, valamint a Csendes-óceán között.

## Vízrajz
Oroszország vízben gazdag ország; területét 20 vízválasztó osztja meg. Az ország lakossága eredetileg a folyók mentén települt meg, és többségük a 21. században is a folyók közelében lakik. Hagyományosan és gazdaságilag a legfontosabb folyam a Volga, Európa leghosszabb folyója. Oroszország legnagyobb városai közül négy is a partjain terül el: Nyizsnyij Novgorod, Szamara, Kazany és Volgográd. Viszonylag sűrűn lakott és gazdaságilag fontos területen át folyik a Káma folyó is.
Az oroszországi folyók és tavak ezrei a világ egyik legnagyobb édesvíz-készletét jelentik, azonban a folyók nagy része ritkán lakott területeken át északra, a Jeges-tenger felé, illetve a Csendes-óceánba folyik Szibériában, ahol a az országi vízkészletének 84%-a található. A nagy szibériai folyórendszerek vízgyűjtője mintegy 8 millió négyzetkilométer, és összességükben másodpercenként 50 000 köbméter vizet szállítanak a Jeges-tengerbe. Oroszország 1000 kilométernél hosszabb folyói közül 40 található az Uraltól keletre. Ugyanakkor az ország sűrűbben lakott, európai és délebbi fekvésű részein, mint a Don és a Kubán folyó medencéjében időnként szűkös s vízkészlet.
Az észak felé tartó nagy folyók, mint az Irtis, az Ob, Jenyiszej, a Léna medencéiben tél végén az olvadás délen indul meg, amikor a folyók alsó szakasza még vastagon be van fagyva. Emiatt a folyók mentén hatalmas mocsárvidékek alakultak ki, mint a 48 000 négyzetkilométeres Vaszjugan-mocsár, az északi félteke legnagyobb mocsara a Nyugat-szibériai-alföld központi részén. Hasonló a helyzet az ország európai részén is, a Pecsora és az Északi-Dvina medencéjében. Oroszország egész területének mintegy 10%-a mocsár.
Az orosz Távol-Kelet legjelentősebb vízrendszere az Amur és az Usszuri medencéje. Hosszú szakaszon ezek alkotják Oroszország és Kína határát.
Az európai Oroszország területe túlnyomórészt három nagy vízgyűjtő területhez tartozik. A Dnyeper Moszkvától nyugatra ered, vízgyűjtője már nagyrészt Belaruszhoz és Ukrajnához tartozik. Az 1861 kilométer hosszú Don a Közép-orosz hátságon ered, Moszkvától délre, és az Azovi-tengerbe folyik. A Volga vízgyűjtő rendszere a leghatalmasabb, 1,4 millió négyzetkilométer. A folyó a Valdaj-hátságon ered Moszkvától nyugatra és 3510 kilométeren át kanyarog délkelet felé a Kaszpi-tengerbe. Az európai orosz folyók vízrendszereit csatornák kötik össze, ezek révén sokáig fontos közlekedési hálózatot alkottak. A belvízi forgalom a többi közlekedési ágazat előretörése mellett is továbbra is jelentős. Oroszország belvízi közlekedési forgalmának kétharmada a Volgán zajlik.

### Oroszország leghosszabb folyói
| név                                              | hossz (km) | ebből Oroszország területén (km) | vízgyűjtő terület, ezer km² | torkolat                     |
| ------------------------------------------------ | ---------- | -------------------------------- | --------------------------- | ---------------------------- |
| Ob — Irtis                                       | 5410       | 3050                             | 2990                        | Ob-öböl, Kara-tenger         |
| Ob — Csulim — Fehér Ijusz                        | 4565       | 4565                             | 2990                        | Ob-öböl, Kara-tenger         |
| Ob — Katuny                                      | 4338       | 4338                             | 2990                        | Ob-öböl, Kara-tenger         |
| Ob önmagában                                     | 3650       | 3650                             | 2990                        | Ob-öböl, Kara-tenger         |
| Amur — Arguny — Kerülen                          | 5052       | 4133                             | 1855                        | Amuri-limán, Ohotszki-tenger |
| Amur — Arguny — Hajlar                           | 4444       | 4133                             | 1855                        | Amuri-limán, Ohotszki-tenger |
| Amur — Silka — Onon                              | 4279       | 3981                             | 1855                        | Amuri-limán, Ohotszki-tenger |
| Amur önmagában                                   | 2824       | 2824                             | 1855                        | Amuri-limán, Ohotszki-tenger |
| Léna — Vityim — Vityimkan                        | 4692       | 4692                             | 2490                        | Laptyev-tenger               |
| Léna                                             | 4400       | 4400                             | 2490                        | Laptyev-tenger               |
| Jenyiszej — Angara — Bajkál-tó — Szelenga — Ider | 5075       | 4460                             | 2580                        | Jenyiszej-öböl, Kara-tenger  |
| Jenyiszej — Kis-Jenyiszej (Ka-Hem)               | 4287       | 3930                             | 2580                        | Jenyiszej-öböl, Kara-tenger  |
| Jenyiszej — Nagy-Jenyiszej (Bij-Hem)             | 4123       | 4123                             | 2580                        | Jenyiszej-öböl, Kara-tenger  |
| Jenyiszej önmagában                              | 3487       | 3487                             | 2580                        | Jenyiszej-öböl, Kara-tenger  |
| Irtis                                            | 4248       | 1900                             | 1643                        | Ob                           |
| Volga — Oka                                      | 3731       | 3731                             | 1360                        | Kaszpi-tenger                |
| Volga — Káma                                     | 3560       | 3560                             | 1360                        | Kaszpi-tenger                |
| Volga                                            | 3531       | 3531                             | 1360                        | Kaszpi-tenger                |
| Alsó-Tunguszka                                   | 2989       | 2989                             | 473                         | Jenyiszej                    |
| Viljuj                                           | 2650       | 2650                             | 454                         | Léna                         |
| Kolima — Kulu                                    | 2513       | 2513                             | 643                         | Kelet-szibériai-tenger       |
| Kolima                                           | 2129       | 2129                             | 643                         | Kelet-szibériai-tenger       |
| Urál                                             | 2428       | 1550                             | 237                         | Kaszpi-tenger                |
| Olenyok                                          | 2292       | 2292                             | 219                         | Olenyok-öböl, Laptyev-tenger |
| Aldan                                            | 2273       | 2273                             | 729                         | Léna                         |

(Félkövérrel a folyók hivatalos vagy leginkább elfogadott hossza; dőlttel a hossz más mellékfolyókkal számítva)

### Oroszország legnagyobb tavai
Oroszország belső állóvizei jórészt jégkorszaki maradványok. Ilyen Európa legnagyobb tava, a Ladoga-tó, valamint az Onyega-tó is Szentpétervártól északkeletre, meg a Peipus-Pszkovi-tó (vagy Csud-tó) Észtország határán.
Oroszország legkülönlegesebb tava a Bajkál, ami a világ édesvíz-készletének 20%-át zárja magába. Egyben ez a világ legmélyebb tava, 1713 métere maximális mélységgel. Ugyancsak különleges állóvíz a 2000 négyzetkilométer körül mozgó felületű, lefolyástalan, sós vizű Csani-tó, Nyugat-Szibéria legnagyobb tava.
Oroszország folyóin a 20. században hatalmas víztározókat építettek, mint a Ribinszki-víztározó a Volga északi szakaszán, vagy a Bratszki-víztározó a Bajkál-tótól északra.
| Név                           | terület, km² | maximális mélység, méter | kifolyó víz neve     | környező régió(k), ország(ok)                                                                          |
| ----------------------------- | ------------ | ------------------------ | -------------------- | --- |
| Kaszpi-tenger                 | 396 000      | 1026                     | lefolyástalan        | Oroszország (Asztraháni terület, Kalmükföld, Dagesztán), Azerbajdzsán, Kazahsztán, Türkmenisztán, Irán |
| Bajkál-tó                     | 31 722       | 1637                     | Angara — Jenyiszej   | Irkutszki terület, Burjátföld                                                                          |
| Ladoga-tó                     | 17 700       | 230                      | Néva                 | Karélia, Leningrádi terület                                                                            |
| Onyega-tó                     | 9690         | 127                      | Szvir                | Karélia, Leningrádi terület, Vologdai terület                                                          |
| Tajmir-tó                     | 4560         | 26                       | Alsó-Tajmir          | Krasznojarszki határterület                                                                            |
| Hanka-tó                      | 4190         | 11                       | Szungacsa — Usszuri  | Oroszország (Tengermelléki határterület), Kína                                                         |
| Peipus-Pszkovi-tó             | 3555         | 15                       | Narva                | Oroszország (Pszkovi terület), Észtország                                                              |
| Csani-tó                      | 2000         | 7                        | lefolyástalan        | Novoszibirszki terület                                                                                 |
| Vigozeroi víztározó           | 1250         | 40                       | Vig                  | Karélia                                                                                                |
| Fehér-tó (Vologdai terület)   | 1125         | 33                       | Sekszna (Volga)      | Vologdai terület                                                                                       |
| Topozero-tó (Kumai víztározó) | 986          | 56                       | Kovda                | Karélia                                                                                                |
| Ilmeny-tó                     | 982          | 10                       | Volhov               | Novgorodi terület                                                                                      |
| Imandra-tó                    | 876          | 67                       | Nyiva                | Murmanszki terület                                                                                     |
| Hantajkai-tó                  | 822          | 520                      | Hantajka — Jenyiszej | Krasznojarszki határterület                                                                            |
| Szegozero                     | 815          | 97                       | Szegezsa             | Karélia                                                                                                |
| Pjaszino-tó                   | 735          | 10                       | Pjaszina             | Krasznojarszki határterület                                                                            |
| Kulunda-tó                    | 728          | 4                        | lefolyástalan        | Altaji határterület                                                                                    |
| Kumai víztározó               | 659          | 49                       | Kovda                | Karélia                                                                                                |
| Nyerpicsje-tó                 | 552          | 12                       | Kamcsatka            | Kamcsatkai határterület                                                                                |

## Éghajlat

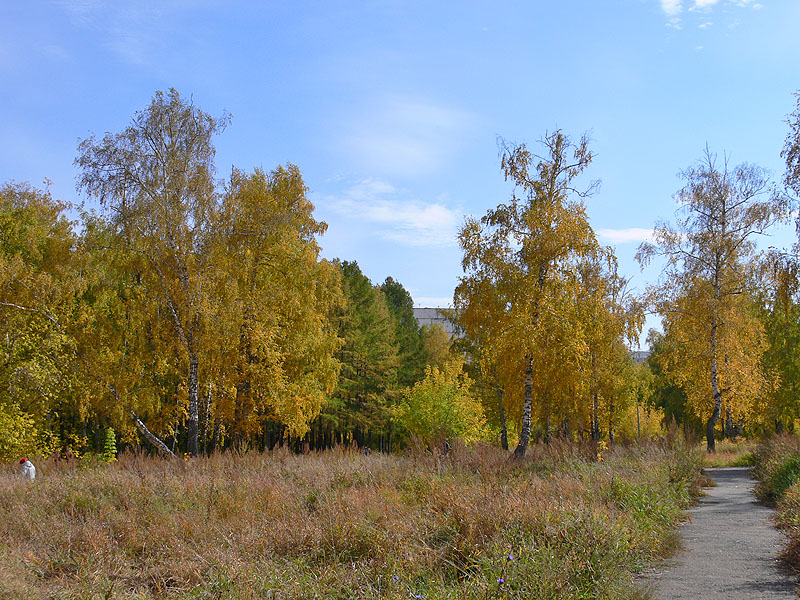
Az ősz kezdete Szibériában

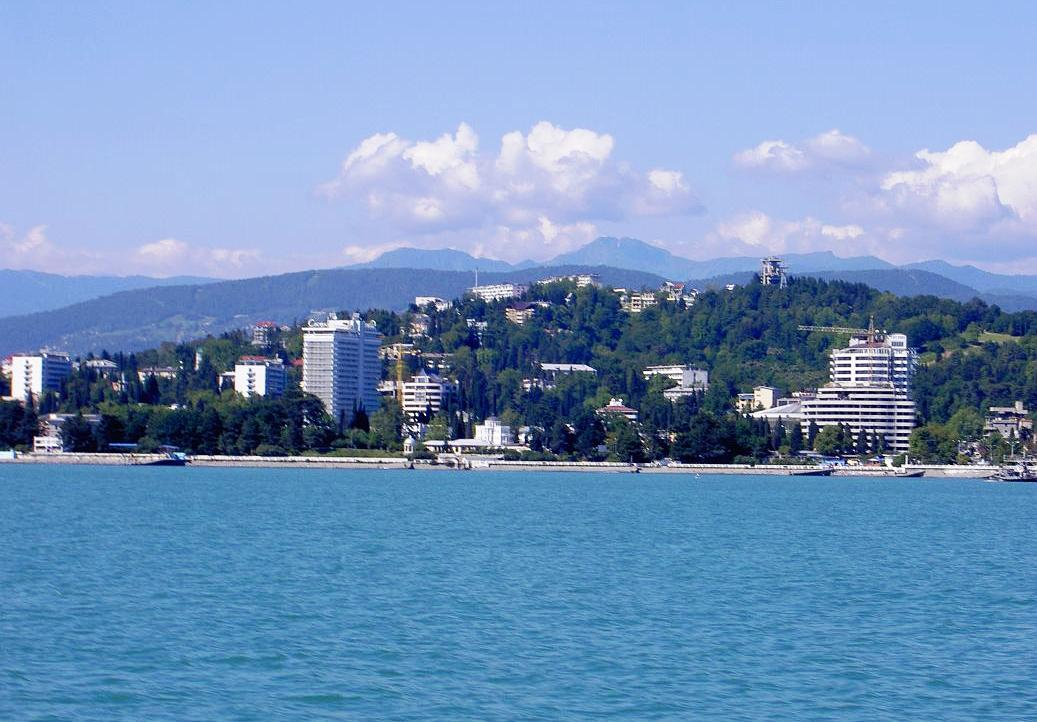
Nyár a szubtrópusi Szocsiban

Az ország hatalmas kiterjedése lehetővé teszi, hogy az éghajlat, illetve ennek következtében a talaj és a növényzet nagy övezetekben rendeződjön északról délre. Az észak felől nyitott területen a hideg légtömegek akadálytalanul tudnak benyomulni, míg délen magas hegységek zárják el a meleg levegő útját. Az Atlanti-óceán felől érkező, csapadékot hozó szelek hatása egészen a Közép-Szibériáig érezhető.
Oroszországban a következő fő éghajlati övezeteket különböztetik meg:
Az arktikus vagy szubarktikus éghajlat az Jeges-tenger szigetvilágát és partvidékét jellemzi. Kevés itt a csapadék, de a hosszú, hideg telek miatt lassú a párolgás is. A talaj mélyen átfagy, a nyári középhőmérséklet sem haladja meg a 10 °C-t.
A mérséklet égövi zóna két részre osztható: A hideg mérsékelt zóna az arktikus zónához csatlakozik, és az ország, különösen Szibéria nagy részére jellemző. Jellemzője a mérsékelten meleg nyár és a hosszú, hideg tél. Kelet-Szibériában ebben a zónában szélsőségesen kontinentális éghajlat uralkodik, ezért is nagy területeken uralkodik a permafroszt, az állandóan fagyott altalaj.
A hideg mérsékelt égövtől délre helyezkedik el a valódi mérsékelt övezet, ez Oroszország keleti felére, a Kelet-európai-síkvidék nagyobbik, déli részére jellemző, valamint Szibéria déli határán húzódik vékonyabb sávban.
A fő éghajlati övezeteken kívül Oroszországban helyenként, kisebb területeken, szubtrópusi éghajlat is érvényesül, a Fekete-tenger partvidékén. Emellett az orosz Távol-Kelet délkeleti sarkában megjelenik a monszun éghajlat is.  

Oroszország éghajlati övezetei a Koppen–Geiger rendszer szerint

## Élővilág

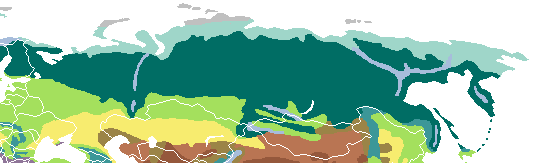
Oroszország növényzeti övezetei. Északról délre: szürke: jégsivatag; kékeszöld: tundra sötétzöld: tajga; sárgászöld: lombos erdő; sárga: mérsékelt övi sztyeppe; barna: sztyeppe

;

## Fordítás
- Ez a szócikk részben vagy egészben  a(z)   География России című orosz Wikipédia-szócikk ezen változatának fordításán alapul.  Az eredeti cikk szerkesztőit annak laptörténete sorolja fel. Ez a jelzés csupán a megfogalmazás eredetét és a szerzői jogokat jelzi, nem szolgál a cikkben szereplő információk forrásmegjelöléseként.
- Ez a szócikk részben vagy egészben  a   Geography of Russia című angol Wikipédia-szócikk ezen változatának fordításán alapul.  Az eredeti cikk szerkesztőit annak laptörténete sorolja fel. Ez a jelzés csupán a megfogalmazás eredetét és a szerzői jogokat jelzi, nem szolgál a cikkben szereplő információk forrásmegjelöléseként.
- Ez a szócikk részben vagy egészben  a   Geografija Rusije című szlovén Wikipédia-szócikk ezen változatának fordításán alapul.  Az eredeti cikk szerkesztőit annak laptörténete sorolja fel. Ez a jelzés csupán a megfogalmazás eredetét és a szerzői jogokat jelzi, nem szolgál a cikkben szereplő információk forrásmegjelöléseként.